# Акулинка (деревня)
Акулинка (бел. Акулі́нка) — деревня в Мозырском районе Гомельской области Беларуси. Входит в состав Криничного сельсовета.
Поблизости деревни железорудное месторождение, а также пролегает нефтепровод «Дружба».
Рядом с деревней находится несколько памятников археологии — городище зарубинецкой культуры и два дреговичских могильника.

## География

### Расположение
В 12 км на юго-восток от Мозыря, 120 км от Гомеля, 12 км от железнодорожной станции Козенки (на линии Калинковичи — Овруч).

### Гидрография
На реке Припять (приток реки Днепр).

## Транспортная сеть
Транспортные связи по просёлочной, затем автомобильной дороге Мозырь — Новая Рудня. Планировка состоит из прямолинейной улицы, ориентированной с юго-востока на северо-запад с 3 переулками. Застройка деревянная, усадебного типа.

## История
Административно-территориальная принадлежность местности в составе Российской империи, БССР (1924—1926), Республики Беларусь.
Обнаруженные археологами городища раннего железного века (на восточной окраине) и 2 могильника (в 0,5- 1 км на юго-восток от деревни) свидетельствуют о заселении этих мест с давних времён. Подтверждает это и найденный здесь в 1890 году монетный клад, который относится к 3-й четверти XVII века.
По письменным источникам известна с начала XIX века. В 1834 году в Мозырском уезде Минской губернии. Время от времени у жителей слаживались напряженные отношения с помещиком Горватом, земли которого граничили с землями крестьян. В особенно острые столкновения происходили в связи с порубками леса. В 1879 году обозначена как селение в Мозырском церковном приходе. В 1894 году открыта школа, которая размещалась в наёмном крестьянском доме. Согласно переписи 1897 года действовала пристань на реке Припять. В 1908 году в Михалковской волости Мозырского уезда Минской губернии.
В 1930 году организован колхоз имени М. И. Калинина, работала кузница. Во время Великой Отечественной войны 11 января 1944 года освобождена от немецкой оккупации. 39 жителей погибли на фронте. Согласно переписи 1959 года в составе экспериментальной базы «Криничная» (центр — посёлок Криничный).

## Население

### Численность
- 2004 год — 62 хозяйства, 83 жителя.

### Динамика
- 1834 год — 13 дворов, 74 жителя.
- 1897 год — 41 двор, 227 жителей (согласно переписи).
- 1908 год — 72 двора, 360 жителей.
- 1917 год — 423 жителя.
- 1925 год — 91 двор.
- 1959 год — 435 жителей (согласно переписи).
- 2004 год — 62 хозяйства, 83 жителя.

## Достопримечательность
- Акулинка — археологические памятники: городище и 2 могильника около деревни Акулинка[2][3][4][5][6][7].
  - Городище периода раннего Средневековья, XI–XIII вв., восточная окраина деревни Акулинка, урочище Городок —  Историко-культурная ценность Республики Беларусь, шифр 313В000515. В 1957 году обследовали Л. Д. Поболь, в 1961 году П. Ф. Лысенко, в 1976 году В. Ф. Исаенко. Культурный слой 0,5 м. Найдены кремниевые орудия труда, наконечники стрел, лепная керамика, фрагменты гончарной посуды XII—XIII вв. Датируется II в. до н.э. — II в. и принадлежит носителям зарубинецкой культуры.
  - Могильник—1, расположен в 600 м на юго-восток от городища, в урочище Ловчик. Обследовал 4 кургана в 1961 году П. Ф. Лысенко.
  - Могильник—2, расположен в 1 км на юго-восток от деревни, в урочище Копцы. Обнаружили в 1960 году В. Ф. Исаенко и И. М. Тюрина, обследовали в 1961 году П. Ф. Лысенко, в 1976 году В. Ф. Исаенко.